# Spodoptera androgea
Spodoptera androgea là một loài bướm đêm trong họ Noctuidae.